# A Menina do Mar
A Menina do Mar é um dos livros para crianças mais conhecidos de Sophia de Mello Breyner Andressen e foi a primeira obra que a celebrizou.
Fernando Lopes-Graça compôs uma obra musical a partir deste conto. Faz parte do Plano Nacional de Leitura português, recomendado para o estudo no 4º ano de escolaridade. Filipe La Féria dirigiu um espectáculo baseado nesta obra.
É a história de amizade entre um rapaz e uma Menina. Ela vive no mar, e é bailarina da "Grande Raia", uma rainha dos mares, que sobre ela mantém vigilância, não a deixando realizar o seu sonho de conhecer a terra firme, onde mora o rapaz. Além disso, a menina não consegue sobreviver longe da água, pois, fica desidratada, ainda que consiga respirar dentro e fora de água. O rapaz, com que estabelece amizade, tem o desejo de conhecer o fundo do mar. A história desenrola-se com a tentativa dos dois em realizar os seus sonho.

## Resumo da história
Era uma vez um menino que morava numa casa junto à praia.
Numa noite, houve uma tempestade e na manhã seguinte  o menino foi até à praia e, quando lá chegou, ouviu alguns risos atrás de uma rocha. Junto à rocha, estavam uma menina muito pequena, um peixe, um polvo e um caranguejo a brincar. O rapaz, ao ver aquilo, agarrou na menina e esta começou a pedir socorro aos seus amigos, mas, como o rapaz era mais forte, levou-a.
O rapaz começou a conversar com ela e ficaram amigos. Mais tarde, ele explicou-lhe como eram as coisas na Terra; mostrou-lhe uma rosa vermelha, uma caixa de fosfóros e um copo de vinho. A menina também lhe contou coisas sobre o Mar e assim os dois ficaram com vontade de viver a vida um do outro. Então, o menino combinou com a menina que a levaria num balde para assim poder visitar a Terra.
No dia seguinte, o menino encontrou a menina e os seus amigos muito tristes, pois os búzios tinham ouvido a conversa entre eles e tinham contado à Raia - para quem a Menina do Mar dançava. Depois de ouvir isto, o menino pegou na menina e começou a correr. Nesse momento, os polvos começaram a atacá-lo. Quando acordou, o menino reparou que estava sozinho na praia.
Os dias foram passando e o menino ia sempre até à praia procurar a menina, até que um dia veio ter com ele uma gaivota. Esta explicou-lhe que a menina estava numa praia deserta e que poderia levá-lo até lá se ele bebesse uma poção mágica. O menino aceitou e foi até essa praia montado num golfinho. Quando se reencontraram, ficaram todos muito felizes por verem o rapaz e foram passear pelas grutas, pelos corais...  
Agora, o menino também pertencia aos seres do mar.

## Temas
Esta obra é extremamenre relevante no mundo da literatura infantojuvenil, abordando os seguinte temas:
- Amizade (Amanhã vou contigo dentro do balde de água);
- Tolerância (O peixe não faz nada porque não tem mãos como eu, nem braços com ventosas como o polvo, nem braços com tenazes como o caranguejo);
- Respeito pelo outro (Não te quero fritar nem te quero fazer mal nenhum);
- Saudade (A saudade é a tristeza que fica em nós quando as coisas de que gostamos se vão embora);
- Sofrimento (Levantou-se e todo o seu corpo ainda lhe doía, coberto de marcas deixadas pelas ventosas dos polvos);
- Medo (Mas eu não gosto nada da Raia e tenho medo dela);
- Alegria (A Menina do Mar dançava, batia palmas e ria com Gargalhadas claras como água);
- Imaginário (...viram os icebergues majestosos e brancos na Solidão do oceano);
- Arte (música e dança) (os búzios começaram a cantar uma cantiga antiquíssima)
- Solidão
- Terra (As coisas da Terra são esquisitas);
- Mar (No Mar há monstros e perigos, mas as coisas bonitas são alegres);
- Estações do ano (Agora já sei o que é o sabor da Primavera, do Verão e do Outono)
- Mutabilidade (Se beberes agora este filtro passarás a ser como a menina do mar).